# Liste der Kulturgüter in Montricher
Die Liste der Kulturgüter in Montricher enthält alle Objekte in der Gemeinde Montricher im Kanton Waadt, die gemäss der Haager Konvention zum Schutz von Kulturgut bei bewaffneten Konflikten, dem Bundesgesetz vom 20. Juni 2014 über den Schutz der Kulturgüter bei bewaffneten Konflikten sowie der Verordnung vom 29. Oktober 2014 über den Schutz der Kulturgüter bei bewaffneten Konflikten unter Schutz stehen.
Objekte der Kategorie A sind im Gemeindegebiet nicht ausgewiesen, Objekte der Kategorie B sind vollständig in der Liste enthalten, Objekte der Kategorie C fehlen zurzeit (Stand: 13. Oktober 2021).

## Kulturgüter
| Foto |                                           | Objekt | Kat. | Typ | Standort                        | Beschreibung |
| ---- | ----------------------------------------- | --- | ---- | --- | ------------------------------- | ------------ |
| ja   | Datei hochladen · Wikidata zu (Q29891190) | Reformierte Kirche, ehemalige Kapelle (wahrscheinlich St. Nikolaus) / Église réformée, ancienne chapelle (probablement Saint-Nicolas) KGS-Nr.: 6273          | B    | G   | Rue de l’Église 518642 / 161656 |              |
| BW   | Datei hochladen · Wikidata zu (Q29891188) | Châtel d’Aruffens, befestigte Siedlung der Bronze- und Römerzeit / Châtel d’Aruffens, habitat fortifié de l’âge du Bronze et d’époque romaine KGS-Nr.: 14676 | B    | F   | 517100 / 163501                 |              |